# Regularna liczba kardynalna
Regularna liczba kardynalna – nieskończona liczba kardynalna, która nie może być przedstawiona jako suma mniej niż κ zbiorów mocy mniejszej niż κ. Nieskończone liczby kardynalne, które nie są regularne nazywa się liczbami osobliwymi (singularnymi).
W dalszej części artykułu zakłada się ZFC (bez aksjomatu wyboru niektóre definicje należy sformułować inaczej i niektóre stwierdzenia nie są prawdziwe).

## Pojęcia wstępne
Liczba porządkowa {\displaystyle \alpha \in \mathbf {ON} } jest początkową liczbą porządkową, jeśli {\displaystyle \alpha } nie jest równoliczna z żadną liczbą porządkową od niej mniejszą. Początkowe liczby porządkowe nazywa się liczbami kardynalnymi (ich klasę oznacza się {\displaystyle \mathbf {CN} }).
Każdy zbiór A jest równoliczny (przy założeniu ZFC) z pewną liczbą kardynalną oznaczaną {\displaystyle |A|} nazywaną mocą tego zbioru. Najmniejszą nieskończoną liczba kardynalną jest moc zbioru wszystkich liczb naturalnych {\displaystyle |\mathbb {N} |} oznaczana {\displaystyle \aleph _{0}.}
Współkońcowość (kofinalność) nieskończonej liczby kardynalnej {\displaystyle \kappa } to najmniejsza liczba kardynalna {\displaystyle \mu }, za pomocą której dowolny zbiór mocy {\displaystyle \kappa } można przedstawić w postaci sumy {\displaystyle \mu } wielu zbiorów mocy mniejszej niż {\displaystyle \kappa {:}}
{\displaystyle \mathrm {cf} (\kappa )=\min {\Big \{}\mu \in \mathbf {CN} \colon \,\kappa =\bigcup \{A_{\alpha }\colon \,\alpha <\mu \}} dla pewnych zbiorów {\displaystyle A_{\alpha }\subseteq \kappa } o tej własności, że wszystkich {\displaystyle \alpha <\mu } zachodzi {\displaystyle |A_{\alpha }|<\kappa {\Big \}}.}
UwagaZdefiniowana powyżej współkońcowość liczby κ jest zgodna ze współkońcowością tej liczby jako porządku liniowego:
{\displaystyle \mathrm {cf} (\kappa )=\min\{\alpha \in \mathbf {ON} {:}} istnieje rosnący ciąg {\displaystyle \langle \xi _{\beta }:\beta <\alpha \rangle } taki że {\displaystyle (\forall \beta <\alpha )(\xi _{\beta }<\kappa )} oraz {\displaystyle (\forall \zeta <\kappa )(\exists \beta <\alpha )(\zeta <\xi _{\beta })\}.}

## Definicje
Liczbę kardynalną {\displaystyle \kappa \geqslant \aleph _{0}} nazywa się
- liczbą regularną, gdy {\displaystyle \mathrm {cf} (\kappa )=\kappa };
- liczbą osobliwą, jeśli {\displaystyle \mathrm {cf} (\kappa )<\kappa }.

## Podstawowe własności
- {\displaystyle \aleph _{0},\aleph _{1},\aleph _{2}} są liczbami regularnymi.
- Następnik liczby kardynalnej (dla danej liczby {\displaystyle \kappa } pierwsza liczba kardynalna od niej większa, oznaczana {\displaystyle \kappa ^{+}}) jest liczbą regularną.
- {\displaystyle \aleph _{\omega }} jest najmniejszą liczbą osobliwą. Następną taką liczbą jest {\displaystyle \aleph _{\omega +\omega }.}
- Jeśli {\displaystyle \alpha } jest graniczną liczbą porządkową, to {\displaystyle \mathrm {cf} (\aleph _{\alpha })=\mathrm {cf} (\alpha ).} Zatem dla granicznych {\displaystyle \alpha ,} {\displaystyle \aleph _{\alpha }} jest regularną liczbą kardynalną wtedy i tylko wtedy gdy {\displaystyle \aleph _{\alpha }=\alpha } jest liczbą nieosiągalną.
- Z punktu widzenia arytmetyki liczb kardynalnych, liczby regularne zachowują się całkowicie inaczej niż liczby osobliwe:
  - Zachowanie funkcji {\displaystyle \kappa \mapsto 2^{\kappa }} dla liczb regularnych jest ograniczone jedynie przez warunek {\displaystyle \kappa <\mathrm {cf} (2^{\kappa })} i przez trywialny warunek {\displaystyle \kappa <\lambda \Rightarrow 2^{\kappa }\leqslant 2^{\lambda }.} Mianowicie, niech F będzie rosnącą funkcją określoną na wszystkich regularnych liczbach kardynalnych, której wartościami są nieskończone liczby kardynalne oraz {\displaystyle \kappa <\mathrm {cf} (\mathbf {F} (\kappa ))} dla wszystkich regularnych {\displaystyle \kappa .} Wówczas (jest niesprzecznym z ZFC, że) {\displaystyle 2^{\kappa }=\mathbf {F} (\kappa )} dla wszystkich regularnych liczb kardynalnych {\displaystyle \kappa .}
  - Właściwości funkcji {\displaystyle \kappa \mapsto 2^{\kappa }} dla liczb osobliwych zostały mniej poznane. Teoria PCF demonstruje nietrywialne ograniczenia zachowania tej funkcji.

Hipoteza liczb osobliwych (SCH) to zdanie stwierdzające, że „dla każdej nieskończonej liczby kardynalnej {\displaystyle \kappa ,} jeśli {\displaystyle 2^{\mathrm {cf} (\kappa )}<\kappa }, to {\displaystyle \kappa ^{\mathrm {cf} (\kappa )}=\kappa ^{+}}”. Przy założeniu SCH, potęgi liczb kardynalnych są wyznaczone przez funkcję {\displaystyle \kappa \mapsto 2^{\kappa }} dla liczb regularnych. Naruszenie SCH jest związane z dużymi liczbami kardynalnymi: Z naruszenia SCH można znaleźć pewne  duże liczby kardynalne w modelach wewnętrznych; a jeśli istnieją wystarczająco duże liczby kardynalne, można skonstruować modele naruszające SCH.